# Ampanihy
Ampanihy – miasto w południowej części Madagaskaru, w prowincji Toliara. Liczy 24 370 mieszkańców.
Przez miasto przebiega droga Route nationale 10. W pobliżu miejscowości znajduje się port lotniczy Ampanihy.